# 白金汉喷泉
白金汉喷泉（Buckingham Fountain）是一个芝加哥地标，位于格兰特公园中心。它建于1927年，是世界上最大的喷泉之一。它采用洛可可婚礼蛋糕样式，灵感来自凡尔赛宫的勒托喷泉，象征密歇根湖
它从四月工作到十月，在冬季，喷泉装饰着节日灯。

## 历史

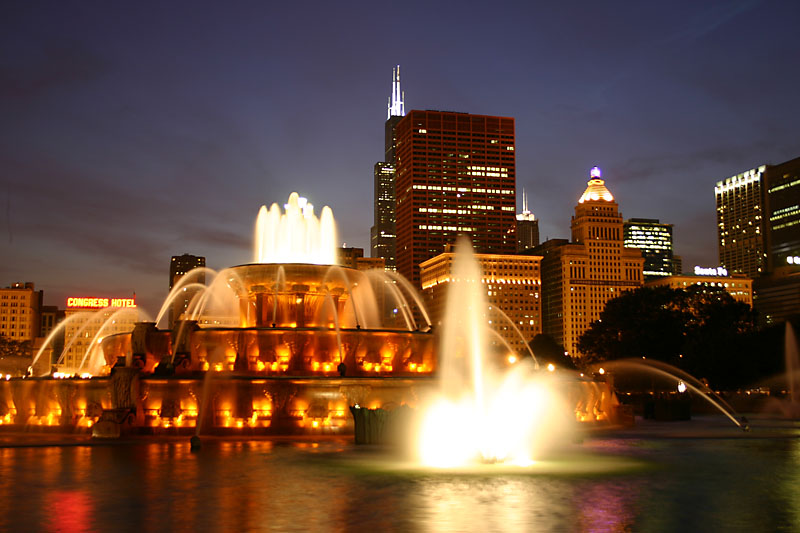
白金汉喷泉

白金汉喷泉被认为是芝加哥的前门，因为它位于该市的前院格兰特公园，靠近哥伦布公路（Columbus Drive）与国会大路（Congress Parkway）交会处。喷泉本身代表着密歇根湖，每个海马分别代表滨湖的伊利诺伊州、威斯康星州、密歇根州和印第安纳州。喷泉是由美术学院派建筑师爱德华·H·贝内特设计。雕像出自法国雕刻家Marcel F. Loyau。喷泉的设计灵感来自于凡尔赛宫的勒托喷泉。
这个喷泉是由凯特·白金汉捐赠，以纪念她的兄弟克拉伦斯·白金汉，耗资75万美元。喷泉的正式名称是“克拉伦斯·白金汉纪念喷泉”。凯特·白金汉还建立了白金汉喷泉基金，初始投资30万美元，以支付维修费用。 白金汉喷泉于1927年8月26日竣工。